# Ölbő, Vas
Ölbő  este un sat în districtul Sárvár, județul Vas, Ungaria, având o populație de 745 de locuitori (2011). 

## Demografie
Componența etnică a satului Ölbő
     Maghiari (96,62%)
     Romi (1,54%)
     Germani (1,23%)
     Necunoscut (0,61%)
     Alții (0,61%)
Componența confesională a satului Ölbő
     Fără religie (2,42%)
     Necunoscută (96,51%)
     Alte religii (2,01%)
Conform recensământului din 2011, satul Ölbő avea 745 de locuitori. Din punct de vedere etnic, majoritatea locuitorilor (96,62%) erau maghiari, existând și minorități de romi (1,54%) și germani (1,23%). Apartenența etnică nu este cunoscută în cazul a 0,61% din locuitori. Nu există o religie majoritară, locuitorii fiind  și persoane fără religie (2,42%). Pentru 96,51% din locuitori nu este cunoscută apartenența confesională.